# Actia infantula
Actia infantula är en tvåvingeart som först beskrevs av Zetterstedt 1844.  Actia infantula ingår i släktet Actia och familjen parasitflugor. Arten är reproducerande i Sverige. Inga underarter finns listade i Catalogue of Life.